# Teucrium aroanium
Teucrium aroanium là một loài thực vật có hoa trong họ Hoa môi. Loài này được Orph. ex Boiss. miêu tả khoa học đầu tiên năm 1859.